# سیلاب‌مرغ
سیلاب‌مرغ (نام علمی: Rhyacornis) نام یک سرده از تیره مگس‌گیران است. این پرنده در سال ۱۸۷۲ توسط ویلیام تامس بلانفورد کشف شد. این سرده شامل دو گونه زیر می‌شود:
- دم‌سرخ رودخانه‌ای لوزون
- دم‌سرخ سربی

این طبقه‌بندی بحث‌برانگیز بوده و برخی پرنده شناسان گونه دم‌سرخ فرق‌سفید را هم در این رده بندی حساب می‌کنند.